# إميليو مينينديث
إميليو مينينديث (بالإسبانية: Emilio Menéndez del Valle)‏ هو دبلوماسي وسياسي إسباني، ولد في 20 يونيو 1945 في مدريد في إسبانيا. حزبياً، نشط في حزب العمال الاشتراكي الإسباني.

## مناصب
- في انتخابات البرلمان الأوروبي 1999، انتخب عضو في البرلمان الأوروبي عن دائرة إسبانيا لترشحه ضمن قائمة حزب العمال الاشتراكي الإسباني، وقد انضم خلال فترته النيابية (20 يوليو 1999 – 19 يوليو 2004) للكتلة البرلمانية التحالف التقدمي للاشتراكيين والديمقراطيين.
- في انتخابات البرلمان الأوروبي 2004، انتخب عضو في البرلمان الأوروبي عن دائرة إسبانيا لترشحه ضمن قائمة حزب العمال الاشتراكي الإسباني، وقد انضم خلال فترته النيابية (20 يوليو 2004 – 13 يوليو 2009) للكتلة البرلمانية التحالف التقدمي للاشتراكيين والديمقراطيين.
- في انتخابات البرلمان الأوروبي 2009، انتخب عضو في البرلمان الأوروبي عن دائرة إسبانيا لترشحه ضمن قائمة حزب العمال الاشتراكي الإسباني، وقد انضم خلال فترته النيابية (14 يوليو 2009 – 30 يونيو 2014) للكتلة البرلمانية التحالف التقدمي للاشتراكيين والديمقراطيين.
- انتخب سفير.
- انتخب سفير إسبانيا لدى الأردن.